# Église Saint-Michel de Fulda
Pour les articles homonymes, voir Église Saint-Michel.
L’église Saint-Michel de Fulda,(en allemand : Michaelskirche) dans le Land de Hesse, en Allemagne, est une église carolingienne édifiée de 820 à 822 par l'abbé Eigil de Raban Maur. Elle se trouve juste au nord de la Cathédrale Saint-Sauveur de Fulda.

## Histoire et description
L'église Saint-Michel de Fulda est considérée comme la plus ancienne réplique de l'église du Saint-Sépulcre en Allemagne, construite dans le style architectural carolingien (pré-roman) pour le compte de l'abbé Eigil dans les années (820 - 822). Elle servait de chapelle funéraire au monastère de Fulda fondé en 744, qui était l'un des principaux centres culturels du début du Moyen Âge. Saint-Michel se trouve dans le voisinage de la cathédrale de Fulda, et l'architecte était probablement le moine Racholf (m. 824). La rotonde et la crypte sont  de cette époque. Aux Xe – XIe siècles, l'église a été agrandie à partir de la rotonde, et une tour ouest a été construite. En 1618, le toit de la rotonde fut reconstruit avec un toit conique et en 1715 - 1716, une chapelle fut ajoutée sur le côté nord. Elle a été restaurée en 1853. Les peintures murales de l'intérieur datent du XIe siècle.